# 桥板乡
桥板乡，是中华人民共和国广西壮族自治区柳州市融安县下辖的一个乡镇级行政单位。

## 行政区划
桥板乡下辖以下地区：
阳山村、江边村、二村、温塘村、古丹村、下良村、良老村、中村、古板村和桥板村。